# Mrtvi Kultuk
Mrtvi Kultuk ((kaz.) Өліқолтық; rus. Мёртвый Култук) je zaljev Kaspijskog jezera na obali Kazahstana, zapadno od pustinje Ustjurt.
Zaljev je u prošlosti bio poznat kao 'Zaljev Cesarevič', a zatim kao 'Zaljev Komsomolets'. Otok Durneva nalazi se blizu ulaza u Mrtvi Kultuk.
Nekada je imao jasnu obalu, ali od 1990-ih, s višim razinama Kaspijskog mora, voda prodire u unutrašnjost kroz vrat zaljeva stvarajući močvare natopljene vodom. Smješten na kopnenom dijelu zaljeva, zaljev Kajdak duboko se usjeca u obalu protežući se prema istoku, a zatim prema jugu. Danas su i zaljev i uvala ispunjeni vodom Kaspijskog mora. Trenutno se na tom području nalaze naftna polja.

## Kartografija
Zbog svoje posebne boje Dead Kultuk je zaljev koji se na prvim kartama Kaspijskog jezera pojavljuje kao 'Modro more' (fra. Mer Bleue u kartama na tom jeziku). Područje je kartirao Fedor Ivanovich Soimonov tijekom Kaspijske ekspedicije, koja je istraživala Kaspijsko jezero od 1719. do 1727., ali nije točno opisano sve dok to nije učinio G.S. Karelin 1832.
|  |  |

## Vanjske poveznice
- Caspian Sea Biodiversity
- Overview of oil and natural gas in the Caspian Sea region Last Updated: August 26, 2013
- Earth As Art 3: A Landsat Perspective

|  | Zajednički poslužitelj ima još gradiva o temi Mrtvi Kultuk |